# Bradbury Foote
Bradbury Foote est un scénariste américain, né le 5 avril 1894 à Fairfield (Iowa) et mort à Los Angeles le 14 décembre 1995 .

## Filmographie partielle
- 1937 : L'Inconnue du palace de Dorothy Arzner
- 1938 : Of Human Hearts de Clarence Brown
- 1940 : La Vie de Thomas Edison de Clarence Brown
- 1941 : Billy the Kid le réfractaire de David Miller
- 1944 : Invitation à la danse de Frank Woodruff
- 1948 : Homicide for Three (en) de George Blair
- 1950 : Prisoners in Petticoats de Philip Ford